# 寺嶋早紀
寺嶋早紀（てらしま さき、1972年12月8日 - ）は、埼玉県出身のヌードモデル。

## 人物
- 『PHOTO SHOT』（英知出版）ではアンコール撮影・掲載となったこともある。
- 趣味はパチンコ。
- 好きなデザートはアイスクリーム。
- 写真集は陽興館の厚美まりとの共同『空想楽園』のみであり、単独のものはない。

| スタブアイコン | サブスタブ | この項目は、まだ閲覧者の調べものの参照としては役立たない、人物に関連した書きかけの項目です。この項目を加筆・訂正などしてくださる協力者を求めています（P:人物伝/PJ:人物伝）。 |